# Championnat d'Europe féminin de football des moins de 17 ans 2009
Cet article traite de l'épreuve féminine. Pour la compétition masculine, voir Championnat d'Europe de football des moins de 17 ans 2009.
Navigation
Édition 2008 Édition 2010
La 2e édition du Championnat d'Europe de football féminin des moins de 17 ans  est une compétition de football féminin qui s'est déroulée entre le 13 septembre 2008 et le 25 juin 2009 et dont la phase finale a eu lieu en Suisse. L'équipe d'Allemagne conserve son titre en battant en finale l'équipe d'Espagne sur le plus lourd score de l'histoire de la compétition à ce stade, 7 à 0.

## Tournoi final

### Demi-finale
| 22 juin 2009 | Allemagne | 4 - 1 | France |  |  |
|              |           |       |        |  |  |

| 22 juin 2009 | Espagne | 2 - 0 | Norvège |  |  |
|              |         |       |         |  |  |

### Match pour la3eplace
| 25 juin 2009 | France | 3 - 1 | Norvège |  |  |
|              |        |       |         |  |  |

### Finale
| 25 juin 2009 | Allemagne | 7 - 0 | Espagne |  |  |
|              |           |       |         |  |  |